# ويل سميث (لاعب كرة قدم)
ويل سميث (بالإنجليزية: Will Smith)‏ (و. 1981 – 2016 م) هو لاعب كرة قدم أمريكية، من الولايات المتحدة، ولد في كوينز، يلعب كطرف دفاعي ‏، توفي في نيو أورلينز، عن عمر يناهز 35 عاماً.

## التعليم
تعلم في جامعة ولاية أوهايو.

## روابط خارجية
- ويل سميث على موقع مرجع كرة القدم المحترفة.كوم (الإنجليزية)